# Deltentosteus
Deltentosteus is een geslacht van straalvinnige vissen uit de familie van grondels (Gobiidae). Het geslacht is voor het eerst wetenschappelijk beschreven in 1863 door Gill.

## Soorten
- Deltentosteus collonianus (Risso, 1820)
- Deltentosteus quadrimaculatus (Valenciennes, 1837)